# Private Dancer Tour
Tournées par Tina Turner
- Break Every Rule World Tour
(1987-88)
Le Private Dancer Tour est la première tournée de l'artiste américaine Tina Turner qui promeut son cinquième album Private Dancer. Elle s'est déroulée du 17 février au 31 décembre 1985.
Avec l'album support plusieurs fois disque de platine, cette tournée a contribué à installer Turner comme une artiste solo majeure et une bête de scène. Cette tournée est souvent considérée comme l'un des meilleurs comeback dans l'histoire de la musique.
Les 179 concerts ont été joués en Europe (60), en Amérique du Nord (107), en Australie (10) et en Asie (2). Tina Turner a donné un concert à Budapest, le seul de la tournée derrière le rideau de fer.

## Première partie
Le groupe anglais FM assure la première partie sur les dates allemandes en avril et mai 1985.
En Amérique du Nord, ce sont plusieurs artistes qui ont commencé les concerts : Glenn Frey, Mr. Mister, John Parr, Eric Martin Band, Go West et Limited Warranty.

## Setlist
| 1. Let's Pretend We're Married 2. Show Some Respect 3. I Might Have Been Queen 4. River Deep, Mountain High 5. What's Love Got to Do with It 6. Nutbush City Limits 7. I Can't Stand the Rain 8. Better Be Good to Me 9. Private Dancer 10. Let's Stay Together 11. Help! 12. It's Only Love 13. Steel Claw 14. Proud Mary 15. Legs 16. Tonight 17. Let's Dance Notes - Au cours du concert du 23 mars à Birmingham, Tina Turner est rejointe sur scène par David Bowie pour les titres Tonight et Let's Dance. - Le lendemain, au même endroit, c'est Bryan Adams qui monte sur scène pour interpréter It's Only Love avec Turner. | 1. Show Some Respect 2. I Might Have Been Queen 3. River Deep, Mountain High 4. Nutbush City Limits 5. I Can't Stand The Rain 6. Better Be Good to Me 7. Private Dancer 8. One of the Living 9. We Don't Need Another Hero 10. What's Love Got to Do with It 11. Let's Stay Together 12. Help! 13. It's Only Love 14. Steel Claw 15. Proud Mary Rappel 1. Legs 2. Dancing in the Dark |

## Dates
| Date               | Ville            | Pays            | Site                                      |
| ------------------ | ---------------- | --------------- | ----------------------------------------- |
| Europe             |                  |                 |                                           |
| 17 février 1985    | Stockholm        | Suède           | Johanneshovs Isstadion                    |
| 19 février 1985    | Helsinki         | Finlande        | Helsingin Jäähalli                        |
| 21 février 1985    | Drammen          | Norvège         | Drammenshallen                            |
| 22 février 1985    | Göteborg         | Suède           | Lisebergshallen                           |
| 23 février 1985    | Stockholm        | Suède           | Johanneshovs Isstadion                    |
| 24 février 1985    | Copenhague       | Danemark        | Falkoner Center                           |
| 25 février 1985    | Ludwigshafen     | Allemagne       | Friedrich-Ebert-Halle                     |
| 1er mars 1985      | Stuttgart        | Allemagne       | Hanns-Martin-Schleyer-Halle               |
| 2 mars 1985        | Munich           | Allemagne       | Rudi-Sedlmayer-Halle                      |
| 4 mars 1985        | Bâle             | Suisse          | Halle Saint-Jacques                       |
| 5 mars 1985        | Munich           | Allemagne       | Rudi-Sedlmayer-Halle                      |
| 6 mars 1985        | Francfort        | Allemagne       | Jahrhunderthalle                          |
| 7 mars 1985        | Hambourg         | Allemagne       | Congress Center Hamburg                   |
| 8 mars 1985        | Berlin           | Allemagne       | Eissporthalle an der Jafféstraße          |
| 9 mars 1985        | Böblingen        | Allemagne       | Sporthalle                                |
| 10 mars 1985       | Wurtzbourg       | Allemagne       | Carl-Diem-Halle                           |
| 11 mars 1985       | Brighton         | Angleterre      | Brighton Centre                           |
| 12 mars 1985       | Bournemouth      | Angleterre      | Windsor Hall                              |
| 14 mars 1985       | Londres          | Angleterre      | Wembley Arena                             |
| 15 mars 1985       | Londres          | Angleterre      | Wembley Arena                             |
| 16 mars 1985       | Londres          | Angleterre      | Wembley Arena                             |
| 17 mars 1985       | Londres          | Angleterre      | Wembley Arena                             |
| 19 mars 1985       | Dublin           | Irlande         | RDS Simmonscourt                          |
| 20 mars 1985       | Belfast          | Irlande du Nord | Queen's Arena                             |
| 21 mars 1985       | Edimbourg        | Écosse          | Edinburgh Playhouse                       |
| 22 mars 1985       | Manchester       | Angleterre      | Manchester Apollo                         |
| 23 mars 1985       | Birmingham       | Angleterre      | NEC Arena                                 |
| 24 mars 1985       | Birmingham       | Angleterre      | NEC Arena                                 |
| 26 mars 1985       | Paris            | France          | Le Zénith                                 |
| 27 mars 1985       | Lyon             | France          | Halle Tony-Garnier                        |
| 28 mars 1985       | Marseille        | France          | Chapiteau Gardens Les Abattoirs           |
| 29 mars 1985       | Milan            | Italie          | Palalido                                  |
| 31 mars 1985       | Klagenfurt       | Autriche        | Stadthalle                                |
| 1er avril 1985     | Graz             | Autriche        | Eisstadion Graz-Liebenau                  |
| 2 avril 1985       | Budapest         | Hongrie         | Budapest Sportcsarnok                     |
| 3 avril 1985       | Vienne           | Autriche        | Wiener Stadthalle                         |
| 4 avril 1985       | Linz             | Autriche        | Linzer Sporthalle                         |
| 6 avril 1985       | Düsseldorf       | Allemagne       | Philips Halle                             |
| 7 avril 1985       | Cologne          | Allemagne       | Kölner Sporthalle                         |
| 8 avril 1985       | Rotterdam        | Pays-Bas        | Ahoy Rotterdam                            |
| 9 avril 1985       | Rotterdam        | Pays-Bas        | Ahoy Rotterdam                            |
| 10 avril 1985      | Bruxelles        | Belgique        | Forest National                           |
| 13 avril 1985      | Barcelone        | Espagne         | Palau dels Esports                        |
| 14 avril 1985      | Madrid           | Espagne         | Raimundo Saporta Pavilion                 |
| 18 avril 1985      | Hambourg         | Allemagne       | CCH Hall                                  |
| 19 avril 1985      | Heidelberg       | Allemagne       | Rhein-Neckar-Halle                        |
| 20 avril 1985      | Munich           | Allemagne       | Olympiahalle                              |
| 21 avril 1985      | Zurich           | Suisse          | Hallenstadion                             |
| 22 avril 1985      | Nuremberg        | Allemagne       | Frankenhalle                              |
| 24 avril 1985      | Berlin           | Allemagne       | Deutschlandhalle                          |
| 25 avril 1985      | Brême            | Allemagne       | Stadhalle Bremen                          |
| 26 avril 1985      | Düsseldorf       | Allemagne       | Philips Halle                             |
| 27 avril 1985      | Francfort        | Allemagne       | Festhalle                                 |
| 28 avril 1985      | Münster          | Allemagne       | Halle Münsterland                         |
| 30 avril 1985      | Kiel             | Allemagne       | Ostseehalle                               |
| 6 mai 1985         | Cologne          | Allemagne       | Kölner Sporthalle                         |
| 7 mai 1985         | Berlin           | Allemagne       | Deutschlandhalle                          |
| 8 mai 1985         | Hanovre          | Allemagne       | Niedersachsenhalle                        |
| 9 mai 1985         | Hambourg         | Allemagne       | Alsterdorfer Sporthalle                   |
| Amérique du Nord   |                  |                 |                                           |
| 8 juillet 1985     | Saint-Jean       | Canada          | Memorial Stadium                          |
| 9 juillet 1985     | Saint-Jean       | Canada          | Memorial Stadium                          |
| 10 juillet 1985    | Saint-Jean       | Canada          | Memorial Stadium                          |
| 11 juillet 1985    | Saint-Jean       | Canada          | Memorial Stadium                          |
| 14 juillet 1985    | Fredericton      | Canada          | Aitken Centre                             |
| 15 juillet 1985    | Moncton          | Canada          | Colisée de Moncton                        |
| 16 juillet 1985    | Halifax          | Canada          | Scotiabank Centre                         |
| 17 juillet 1985    | Halifax          | Canada          | Scotiabank Centre                         |
| 19 juillet 1985    | Montréal         | Canada          | Forum de Montréal                         |
| 21 juillet 1985    | Worcester        | États-Unis      | Centrum in Worcester                      |
| 22 juillet 1985    | Worcester        | États-Unis      | Centrum in Worcester                      |
| 25 juillet 1985    | Providence       | États-Unis      | Providence Civic Center                   |
| 26 juillet 1985    | Portland         | États-Unis      | Cumberland County Civic Center            |
| 27 juillet 1985    | Hartford         | États-Unis      | Hartford Civic Center                     |
| 28 juillet 1985    | East Rutherford  | États-Unis      | Brendan Byrne Arena                       |
| 31 juillet 1985    | Philadelphie     | États-Unis      | The Spectrum                              |
| 1er août 1985      | New York         | États-Unis      | Madison Square Garden                     |
| 2 août 1985        | New York         | États-Unis      | Madison Square Garden                     |
| 3 août 1985        | Allentown        | États-Unis      | Great Allentown Fair                      |
| 5 août 1985        | Landover         | États-Unis      | Capital Centre                            |
| 7 août 1985        | Wantagh          | États-Unis      | Jones Beach Marine Theater                |
| 8 août 1985        | Wantagh          | États-Unis      | Jones Beach Marine Theater                |
| 9 août 1985        | Wantagh          | États-Unis      | Jones Beach Marine Theater                |
| 10 août 1985       | Hershey          | États-Unis      | Hersheypark Stadium                       |
| 11 août 1985       | Rochester        | États-Unis      | Rochester Community War Memorial          |
| 12 août 1985       | Saratoga Springs | États-Unis      | Saratoga Performing Arts Center           |
| 14 août 1985       | Toronto          | Canada          | Stade de l'Exposition nationale           |
| 15 août 1985       | Lake Placid      | États-Unis      | Herb Brooks Arena                         |
| 17 août 1985       | Ottawa           | Canada          | Parc Lansdowne                            |
| 18 août 1985       | Ottawa           | Canada          | Parc Lansdowne                            |
| 21 août 1985       | Toledo           | États-Unis      | Centennial Hall                           |
| 22 août 1985       | Richfield        | États-Unis      | Coliseum at Richfield                     |
| 23 août 1985       | Pittsburgh       | États-Unis      | Civic Arena                               |
| 24 août 1985       | Charleston       | États-Unis      | Civic Center                              |
| 25 août 1985       | Cincinnati       | États-Unis      | Riverfront Coliseum                       |
| 28 août 1985       | Détroit          | États-Unis      | Joe Louis Arena                           |
| 29 août 1985       | Columbus         | États-Unis      | Battelle Hall                             |
| 31 août 1985       | Charlevoix       | États-Unis      | Castle Farms Music Theatre                |
| 1er septembre 1985 | Notre Dame       | États-Unis      | Athletic & Convocation Center             |
| 3 septembre 1985   | Flint            | États-Unis      | Atwood Stadium                            |
| 4 septembre 1985   | Kalamazoo        | États-Unis      | Wings Stadium                             |
| 5 septembre 1985   | Fort Wayne       | États-Unis      | Allen County War Memorial Coliseum        |
| 6 septembre 1985   | Lexington        | États-Unis      | Rupp Arena                                |
| 7 septembre 1985   | Indianapolis     | États-Unis      | Market Square Arena                       |
| 8 septembre 1985   | Evansville       | États-Unis      | Roberts Municipal Stadium                 |
| 10 septembre 1985  | Champaign        | États-Unis      | Assembly Hall                             |
| 11 septembre 1985  | Rosemont         | États-Unis      | Rosemont Horizon                          |
| 12 septembre 1985  | Rosemont         | États-Unis      | Rosemont Horizon                          |
| 14 septembre 1985  | Milwaukee        | États-Unis      | MECCA Arena                               |
| 15 septembre 1985  | Madison          | États-Unis      | Dane County Memorial Coliseum             |
| 17 septembre 1985  | Winnipeg         | Canada          | Winnipeg Arena                            |
| 18 septembre 1985  | Saint Paul       | États-Unis      | Roy Wilkins Auditorium                    |
| 19 septembre 1985  | Iowa City        | États-Unis      | Carver–Hawkeye Arena                      |
| 20 septembre 1985  | Ames             | États-Unis      | Hilton Coliseum                           |
| 21 septembre 1985  | Omaha            | États-Unis      | Omaha Civic Auditorium                    |
| 24 septembre 1985  | Calgary          | Canada          | Olympic Saddledome                        |
| 25 septembre 1985  | Vancouver        | Canada          | Pacific Coliseum                          |
| 27 septembre 1985  | Edmonton         | Canada          | Northlands Coliseum                       |
| 29 septembre 1985  | Tacoma           | États-Unis      | Tacoma Dome                               |
| 30 septembre 1985  | Portland         | États-Unis      | Portland Memorial Coliseum                |
| 2 octobre 1985     | Reno             | États-Unis      | Lawlor Events Center                      |
| 3 octobre 1985     | Oakland          | États-Unis      | Oakland–Alameda County Coliseum Arena     |
| 4 octobre 1985     | Oakland          | États-Unis      | Oakland–Alameda County Coliseum Arena     |
| 5 octobre 1985     | Irvine           | États-Unis      | Irvine Meadows Amphitheatre               |
| 8 octobre 1985     | Los Angeles      | États-Unis      | Universal Amphitheatre                    |
| 9 octobre 1985     | Los Angeles      | États-Unis      | Universal Amphitheatre                    |
| 10 octobre 1985    | Los Angeles      | États-Unis      | Universal Amphitheatre                    |
| 11 octobre 1985    | Los Angeles      | États-Unis      | Universal Amphitheatre                    |
| 12 octobre 1985    | Los Angeles      | États-Unis      | Universal Amphitheatre                    |
| 18 octobre 1985    | Tempe            | États-Unis      | ASU Amphitheatre                          |
| 19 octobre 1985    | Las Cruces       | États-Unis      | Pan American Center                       |
| 20 octobre 1985    | Albuquerque      | États-Unis      | Tingley Coliseum                          |
| 23 octobre 1985    | Valley Center    | États-Unis      | Britt Brown Arena                         |
| 25 octobre 1985    | Oklahoma City    | États-Unis      | Myriad Convention Center                  |
| 26 octobre 1985    | Kansas City      | États-Unis      | Kemper Arena                              |
| 27 octobre 1985    | Saint-Louis      | États-Unis      | Kiel Auditorium                           |
| 28 octobre 1985    | Saint-Louis      | États-Unis      | Kiel Auditorium                           |
| 30 octobre 1985    | Little Rock      | États-Unis      | Barton Coliseum                           |
| 31 octobre 1985    | Tulsa            | États-Unis      | Tulsa Convention Center                   |
| 1er novembre 1985  | Dallas           | États-Unis      | Reunion Arena                             |
| 2 novembre 1985    | Austin           | États-Unis      | Frank Erwin Center                        |
| 3 novembre 1985    | Houston          | États-Unis      | The Summit                                |
| 6 novembre 1985    | Baton Rouge      | États-Unis      | LSU Assembly Center                       |
| 7 novembre 1985    | Tallahassee      | États-Unis      | Leon County Civic Center                  |
| 8 novembre 1985    | Auburn           | États-Unis      | Auburn Memorial Coliseum                  |
| 9 novembre 1985    | Chattanooga      | États-Unis      | UTC Arena                                 |
| 10 novembre 1985   | Memphis          | États-Unis      | Mid-South Coliseum                        |
| 13 novembre 1985   | Shreveport       | États-Unis      | Hirsch Memorial Coliseum                  |
| 14 novembre 1985   | Starkville       | États-Unis      | Humphrey Coliseum                         |
| 15 novembre 1985   | Birmingham       | États-Unis      | BJCC Coliseum                             |
| 16 novembre 1985   | Mursfreesboro    | États-Unis      | Murphy Center                             |
| 17 novembre 1985   | Knoxville        | États-Unis      | Stokely Athletic Center                   |
| 20 novembre 1985   | Morgantown       | États-Unis      | WVU Coliseum                              |
| 21 novembre 1985   | Roanoke          | États-Unis      | Roanoke Civic Center                      |
| 22 novembre 1985   | Hampton          | États-Unis      | Hampton Coliseum                          |
| 23 novembre 1985   | Greensboro       | États-Unis      | Greensboro Coliseum                       |
| 24 novembre 1985   | Columbia         | États-Unis      | Carolina Coliseum                         |
| 27 novembre 1985   | Richmond         | États-Unis      | Richmond Coliseum                         |
| 29 novembre 1985   | Charlotte        | États-Unis      | Charlotte Coliseum                        |
| 30 novembre 1985   | Savannah         | États-Unis      | Martin Luther King, Jr. Arena             |
| 2 décembre 1985    | Pembroke Pines   | États-Unis      | Hollywood Sportatorium                    |
| 3 décembre 1985    | Jacksonville     | États-Unis      | Jacksonville Veterans Memorial Coliseum   |
| 4 décembre 1985    | Gainesville      | États-Unis      | O'Connell Center                          |
| 5 décembre 1985    | Orlando          | États-Unis      | Orange County Convention Center           |
| 6 décembre 1985    | Tampa            | États-Unis      | USF Sun Dome                              |
| 7 décembre 1985    | Miami            | États-Unis      | Miami Stadium                             |
| Australie          |                  |                 |                                           |
| 10 décembre 1985   | Brisbane         | Australie       | Sleeman Centre                            |
| 12 décembre 1985   | Sydney           | Australie       | Sydney Entertainment Centre               |
| 13 décembre 1985   | Sydney           | Australie       | Sydney Entertainment Centre               |
| 15 décembre 1985   | Sydney           | Australie       | Sydney Entertainment Centre               |
| 17 décembre 1985   | Melbourne        | Australie       | Melbourne Sports and Entertainment Centre |
| 18 décembre 1985   | Melbourne        | Australie       | Melbourne Sports and Entertainment Centre |
| 19 décembre 1985   | Melbourne        | Australie       | Melbourne Sports and Entertainment Centre |
| 20 décembre 1985   | Melbourne        | Australie       | Melbourne Sports and Entertainment Centre |
| 23 décembre 1985   | Perth            | Australie       | Perth Entertainment Centre                |
| 24 décembre 1985   | Perth            | Australie       | Perth Entertainment Centre                |
| Asie               |                  |                 |                                           |
| 27 décembre 1985   | Osaka            | Japon           | Festival Hall                             |
| 28 décembre 1985   | Tokyo            | Japon           | Nippon Budokan                            |
| Amérique du Nord   |                  |                 |                                           |
| 31 décembre 1985   | Honolulu         | États-Unis      | Blaisdell Arena                           |

## Billetterie, recettes
Pour une trentaine de villes, les données relatives au nombre de billets proposés et vendus sont disponibles, de même que la recette. L'ensemble figure dans le tableau ci-après :
| Ville           | Billets | Billets     | Billets | Recette ($) |
| Ville           | vendus  | disponibles | %       | Recette ($) |
| --------------- | ------- | ----------- | ------- | ----------- |
| Worcester       | 23 776  | 23 776      | 100,0   | 372 142     |
| Portland        | 8 462   | 8 462       | 100,0   | 138 195     |
| East Rutherford | 15 911  | 19 480      | 81,7    | 253 623     |
| Philadelphie    | 12 995  | 14 700      | 88,4    | 214 063     |
| Landover        | 15 226  | 15 550      | 97,9    | 236 003     |
| Toronto         | 22 830  | 22 830      | 100,0   | 489 846     |
| Ottawa          | 26 006  | 27 000      | 96,3    | 507 117     |
| Toledo          | 8 889   | 9 000       | 98,8    | 121 890     |
| Charleston      | 12 839  | 12 839      | 100,0   | 189 330     |
| Detroit         | 15 000  | 15 000      | 100,0   | 225 000     |
| Notre Dame      | 7 267   | 7 482       | 97,1    | 190 005     |
| Fort Wayne      | 9 100   | 9 100       | 100,0   | 134 853     |
| Indianapolis    | 12 619  | 12 619      | 100,0   | 189 285     |
| Evansville      | 8 686   | 8 686       | 100,0   | 130 290     |
| Madison         | 8 471   | 9 813       | 86,3    | 138 973     |
| Omaha           | 9 051   | 10 000      | 90,5    | 132 582     |
| Calgary         | 16 500  | 16 500      | 100,0   | 249 600     |
| Tacoma          | 18 840  | 25 000      | 75,4    | 310 414     |
| Portland        | 11 338  | 11 338      | 100,0   | 164 332     |
| Reno            | 10 848  | 10 848      | 100,0   | 174 568     |
| Oakland         | 26 889  | 26 889      | 100,0   | 470 557     |
| Irvine          | 14 486  | 14 486      | 100,0   | 239 250     |
| Tempe           | 11 361  | 15 000      | 75,7    | 164 865     |
| Las Cruces      | 9 222   | 11 000      | 83,8    | 132 930     |
| Kansas City     | 11 013  | 12 000      | 91,8    | 161 585     |
| Tulsa           | 7 226   | 8 100       | 89,2    | 122 337     |
| Dallas          | 14 191  | 17 000      | 83,5    | 211 327     |
| Houston         | 13 331  | 14 500      | 91,9    | 201 804     |
| Tallahassee     | 7 754   | 9 000       | 86,2    | 134 010     |
| Memphis         | 10 049  | 12 900      | 77,9    | 150 735     |
| Knoxville       | 10 430  | 10 430      | 100,0   | 145 599     |
| Columbia        | 11 691  | 11 691      | 100,0   | 175 365     |
| Atlanta         | 12 767  | 12 767      | 100,0   | 191 205     |
| Pembroke Pines  | 9 925   | 9 925       | 100,0   | 148 769     |
| Total           | 444 999 | 475 661     | 93,6    | 7 130 359   |

## Musiciens
- James Ralston : guitare, chant
- Jamie West-Oram : guitare, chant
- Bob Feit : basse
- Jack Bruno : batterie
- Tim Cappello : percussions, claviers, saxophone, chant
- Kenny Moore : piano, chant

## Enregistrements
Les concerts joués à la NEC Arena de Birmingham en mars 1985 ont été enregistrés et sont sortis en vidéo sous le titre Tina Live: Private Dancer Tour. Sur la version VHS figurent les invités spéciaux David Bowie et Bryan Adams.